# إيغور فيليبوفيتش
إيغور فيليبوفيتش هو لاعب كرة قدم صربي في مركز الدفاع، ولد في 17 أبريل 1992 في أوزيتشى في صربيا. لعب مع ملادوست لوتشاني ونادي تشوكاريتشكي.

## وصلات خارجية
- إيغور فيليبوفيتش على موقع قاعدة بيانات كرة القدم.إي يو (الإنجليزية)
- إيغور فيليبوفيتش على موقع Soccerway.com (الإنجليزية)